# Laccophorella
Laccophorella (лат.) — род клопов из семейства древесных щитников.
Эндемики центральной восточной Африки.

## Описание
Длина тела около 1 см. От близких родов отличается следующими признаками: передние крылья выступают за задний конец брюшка, выходное отверстие-носик метаторакальной ароматической железы хорошо развито; задняя часть параклипеи не имеет боковых выступов; костальный край кориума выпуклый и образует бугорок у основания, тело вдавленное (дорсовентральное уменьшение диаметра); цвет в основном тускло-охристый; брюшной шип отсутствеют; заднебоковые углы 7-го стернита никогда не выступают виде отростков. Антенны 5-члениковые. Лапки состоят из двух сегментов. Щитик треугольный и достигает середины брюшка, голени без шипов.

## Классификация
В состав рода включают около 5 видов.
- Laccophorella basilewskyi Schouteden, 1957
- Laccophorella bornemiszae Horvath, 1904
  - =Laccophorella bicallulosa Breddin, 1905
- Laccophorella leopoldi Schouteden, 1929
- Laccophorella ruwenzorica Schouteden, 1957